# Оксана Жямідова
Оксана Жямідова (23 грудня 1993) — білоруська плавчиня.
Учасниця Олімпійських Ігор 2012 року.
Призерка Чемпіонату Європи з плавання на короткій воді 2012 року.